# Grimme-Gruppe
Die Grimme GmbH & Co. KG ist die Konzernobergesellschaft der Grimme-Gruppe, einem Landmaschinenhersteller mit Sitz in Damme.
Die Unternehmensgruppe ist vor allem im Bereich der Kartoffel-, Rüben- und Gemüsetechnik tätig. Das Unternehmen gilt als Weltmarktführer auf dem Gebiet der Kartoffeltechnik.

## Geschichte

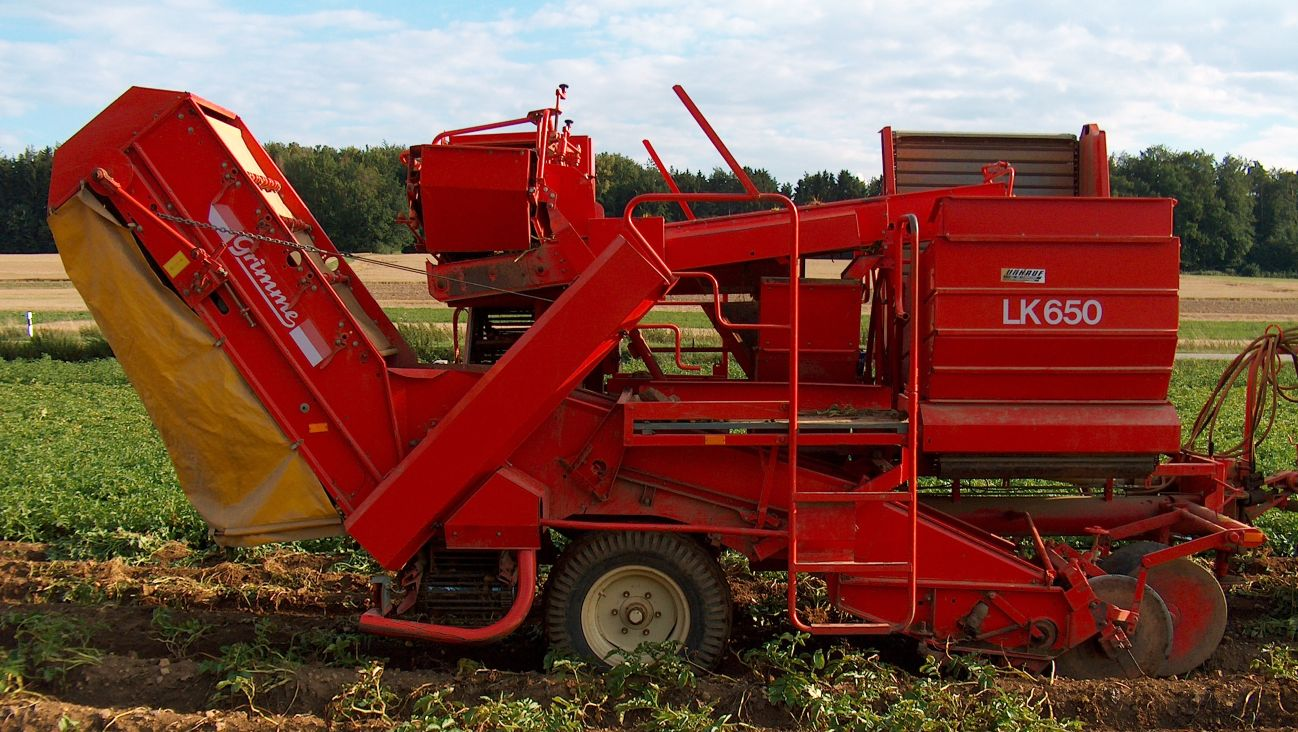
Kartoffelvollernter LK 650 (1988)

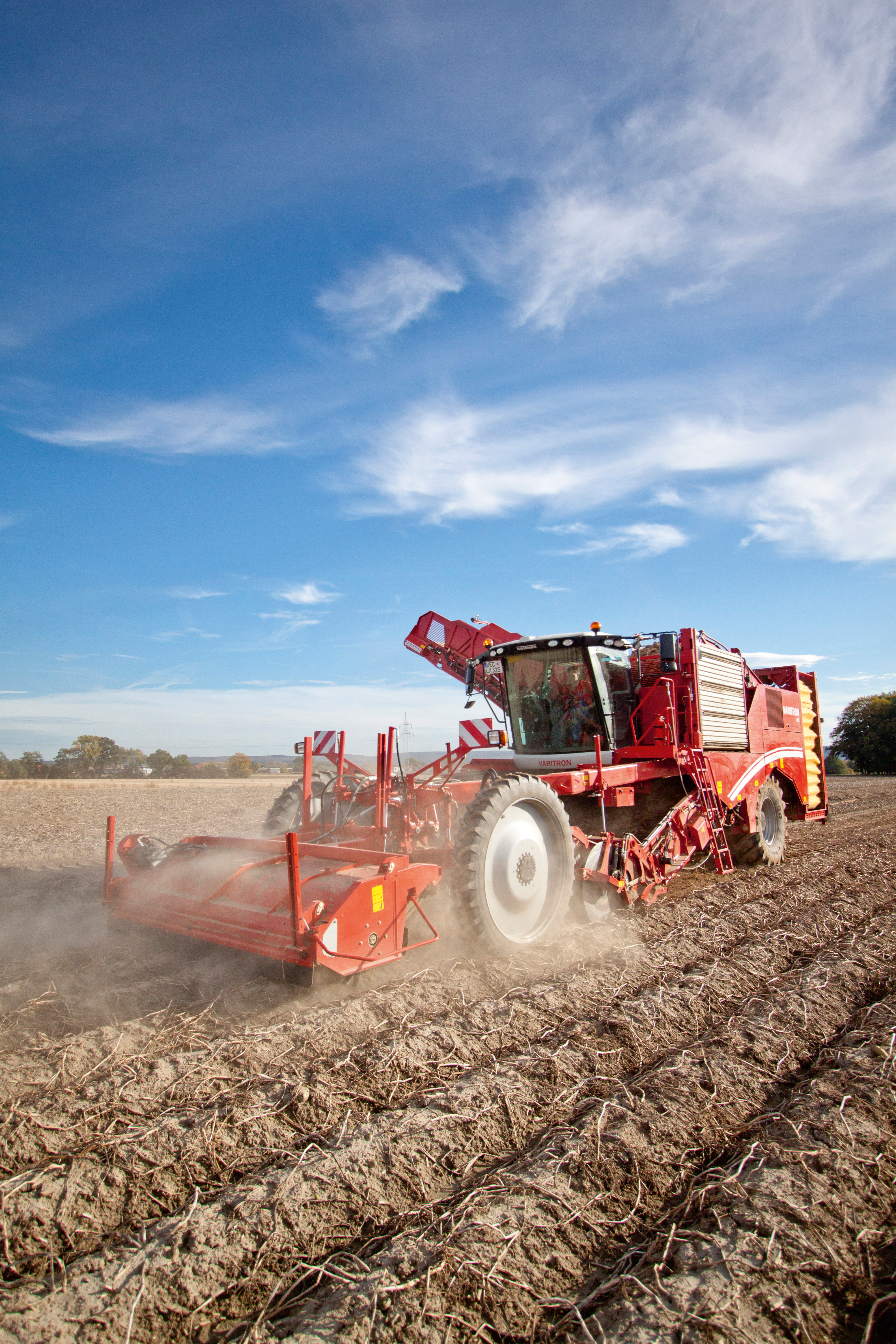
Kartoffelvollernter Varitron 470 (2012)

Das Familienunternehmen entwickelte sich aus einem im Jahre 1861 durch Franz Carl Heinrich Grimme gegründeten Schmiedebetrieb. Sowohl sein Sohn Franz August als auch dessen Sohn Franz erlernten dasselbe Handwerk. Das Unternehmen konzentrierte sich auf eine Automatisierung der Kartoffelernte und stellt seit 1936 Kartoffelvollernter her.
Im Jahr 1956 wurde der einreihige Kartoffelvollernter „Universal“ eingeführt. Mitte der 1960er Jahre war die Zahl der Mitarbeiter auf ca. 150 gestiegen. 1966 setzte die Produktion der „Europa-Standard“-Vollerntemaschine ein.
1969 führte Grimme nach eigenen Angaben die ersten einreihig selbstfahrenden Kartoffelvollernter im Sortiment und erweiterte seine Produktpalette fünf Jahre später auf zweireihige Modelle, die hydrostatisch angetrieben wurden. Die zunehmend niedrigen Kartoffelpreise in Deutschland sorgten für einen deutlichen Absatzrückgang und letztlich zur Einstellung von Teilen der Fertigung.
Zu Beginn der 1970er Jahre wurde die Grimme-Gruppe in eine GmbH & Co. KG umgewandelt. 1980 ging die Unternehmensführung an den Sohn von Franz Grimme Sen., Franz Grimme, über, einen Maschinenbau-Ingenieur und Betriebswirt.
Zudem gründete er 1987 die Internom Kunststofftechnik GmbH in Damme, die als Unternehmen der Grimme-Gruppe Kunststoff-Produkte entwickelt und produziert.
1995 wurde die Ricon GmbH & Co. KG gegründet, ein international agierender Hersteller für moderne Sieb- und Fördertechnik.
2003 übernahm die Grimme-Gruppe den Kartoffeltechnikhersteller Spudnik aus den USA. Spudnik ist nordamerikanischer Marktführer in der Kartoffeltechnik und im Bereich der Zuckerrüben- sowie Gemüsetechnik
aktiv.
2011 wurde ein zweites Werk der Grimme Landmaschinenfabrik GmbH & Co. KG in Rieste gegründet, das u. a. über eine 800 Meter lange Teststrecke verfügt.
Seit 2016 befindet sich das Familienunternehmen Grimme mit Christoph Grimme in der fünften Generation. Im Jahre 2019 stieg auch der andere Sohn von Franz Grimme, Philipp Grimme in die Grimme-Gruppe mit ein. Im selben Jahr gründete Grimme zusammen mit dem indischen Familienunternehmen und Weltmarktführer bei Bodenfräsen Shaktiman ein Joint-Venture.
2017 errichtete die Grimme-Gruppe die Schmiede.ONE GmbH & Co. KG mit Sitz in Düsseldorf. Dieses Unternehmen fokussiert sich auf die Bereiche Robotik sowie Digitalisierung.
2020 übernahm die Gruppe den dänischen Erntetechnikhersteller Asa-Lift, nachdem sie seit 2013 bereits Mehrheitsaktionär war.
Das Unternehmen bietet heute neben Kartoffel-, auch Rüben- und Gemüsetechnik an und hat Kunden in über 120 Ländern. In Großbritannien, Irland, USA, Kanada, Russland, Frankreich, Belgien, den Niederlanden, Dänemark, Polen, China und der Türkei existieren eigene Service- und Vertriebsgesellschaften.